# 宁仁郡
宁仁郡，中国唐朝时设置的郡。
唐玄宗天宝元年（742年），改党州置宁仁郡。治所在善劳县（今广西玉林市兴业县卖酒乡党州村）。下辖善劳县、抚安县（今广西兴业县小平山镇浪平村）、宁仁县（今广西兴业县龙安镇腾冲村）、善文县（今广西兴业县北市镇善民村）。辖境相当今广西玉林市西北部兴业县地。唐肃宗乾元元年（758年）改为党州。